# DXC Technology
DXC Technology ist ein börsennotiertes US-amerikanisches IT-Beratungs- und Dienstleistungsunternehmen, das aus der Fusion von Computer Sciences Corporation (CSC) mit der Dienstleistungssparte Enterprise Services von Hewlett Packard Enterprise (HPE) 2017 entstand. Das neue Unternehmen, das mit fast 6.000 Kunden in über 70 Ländern einen Jahresumsatz von 20 Mrd. US-Dollar erwirtschaften wird, bezeichnet sich als weltweit größten unabhängigen Anbieter von End-to-End IT-Services.
Der größte Schweizer Standort mit rund 250 IT-Spezialisten von DXC Technology ist in Bern die ehemalige Software-Abteilung der Berner Kantonalbank, die nach einem Spin-Off als RTC an Hewlett-Packard verkauft wurde.